# Henry Wotton

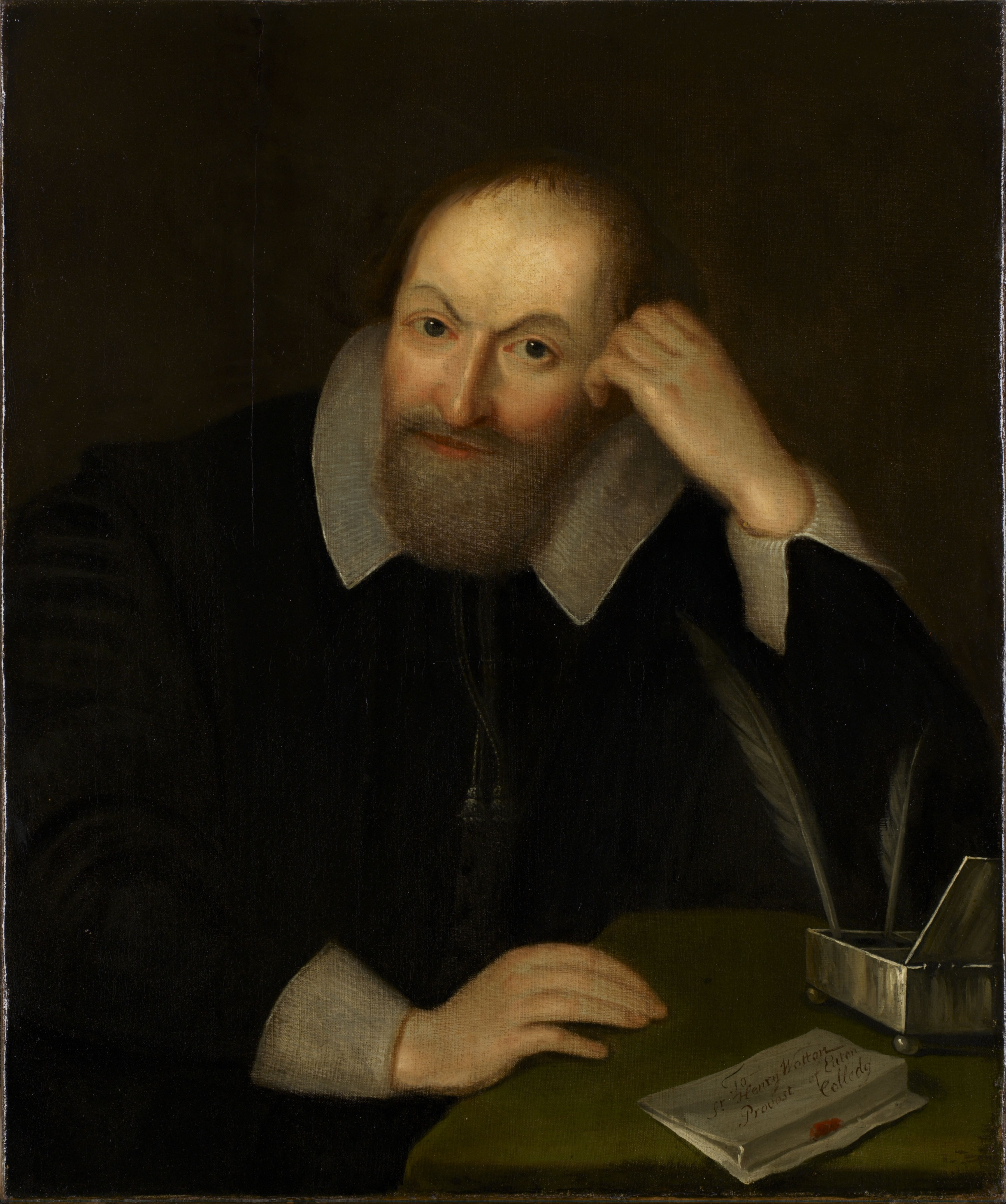
Henry Wotton

Henry Wotton, (1568 -1639) fue un poeta y diplomático inglés. Nacido en el condado de Kent, estudió en la Universidad de Oxford, entre 1584 y 1588 y alcanzó prominencia en la corte inglesa, durante el reinado de Isabel I de Inglaterra, aunque hubo de exiliarse a Florencia, a la caída del conde de Essex, de quien había sido secretario. Al advenimiento de los Estuardo, sirvió a Jacobo I de Gran Bretaña como diplomático en La Haya, Viena y Venecia. A su muerte ocupaba el cargo de director del Colegio de Eton. Su obra fue escasa, aunque muy interesante. Como poeta, quince de sus composiciones aparecen en las Reliquiae Wottonianae (1651), y tradujo al inglés los Elementos de Arquitectura de Vitrubio.